# Danh sách xã thuộc tỉnh Long An
Tính đến ngày 1 tháng 12 năm 2024, tỉnh Long An có 186 đơn vị hành chính cấp xã, trong đó có 160 xã.
Dưới đây là danh các xã thuộc tỉnh Long An hiện nay.
| Xã               | Trực thuộc        | Diện tích (km²) | Dân số (người) | Mật độ dân số (người/km²) | Thành lập |
| ---------------- | ----------------- | --------------- | -------------- | ------------------------- | --------- |
| An Lục Long      | Huyện Châu Thành  |                 |                |                           |           |
| An Ninh Đông     | Huyện Đức Hòa     |                 |                |                           |           |
| An Ninh Tây      | Huyện Đức Hòa     |                 |                |                           |           |
| An Thạnh         | Huyện Bến Lức     |                 |                |                           |           |
| An Vĩnh Ngãi     | Thành phố Tân An  | 6,76            |                |                           |           |
| Bắc Hòa          | Huyện Tân Thạnh   |                 |                |                           |           |
| Bình An          | Huyện Thủ Thừa    |                 |                |                           |           |
| Bình Đức         | Huyện Bến Lức     |                 |                |                           |           |
| Bình Hiệp        | Thị xã Kiến Tường | 32,19           |                |                           |           |
| Bình Hòa Bắc     | Huyện Đức Huệ     |                 |                |                           |           |
| Bình Hòa Đông    | Huyện Mộc Hóa     |                 |                |                           |           |
| Bình Hòa Hưng    | Huyện Đức Huệ     |                 |                |                           |           |
| Bình Hòa Nam     | Huyện Đức Huệ     |                 |                |                           |           |
| Bình Hòa Tây     | Huyện Mộc Hóa     |                 |                |                           |           |
| Bình Hòa Trung   | Huyện Mộc Hóa     |                 |                |                           |           |
| Bình Lãng        | Huyện Tân Trụ     |                 |                |                           |           |
| Bình Quới        | Huyện Châu Thành  |                 |                |                           |           |
| Bình Tâm         | Thành phố Tân An  | 5,96            |                |                           |           |
| Bình Tân         | Thị xã Kiến Tường | 13,21           |                |                           |           |
| Bình Thành       | Huyện Đức Huệ     |                 |                |                           |           |
| Bình Thạnh       | Huyện Mộc Hóa     |                 |                |                           |           |
| Bình Thạnh       | Huyện Thủ Thừa    |                 |                |                           |           |
| Bình Tịnh        | Huyện Tân Trụ     |                 |                |                           |           |
| Bình Trinh Đông  | Huyện Tân Trụ     |                 |                |                           |           |
| Dương Xuân Hội   | Huyện Châu Thành  |                 |                |                           |           |
| Đông Thạnh       | Huyện Cần Giuộc   |                 |                |                           |           |
| Đức Hòa Đông     | Huyện Đức Hòa     |                 |                |                           |           |
| Đức Hòa Hạ       | Huyện Đức Hòa     |                 |                |                           |           |
| Đức Hòa Thượng   | Huyện Đức Hòa     |                 |                |                           |           |
| Đức Lập Hạ       | Huyện Đức Hòa     |                 |                |                           |           |
| Đức Lập Thượng   | Huyện Đức Hòa     |                 |                |                           |           |
| Đức Tân          | Huyện Tân Trụ     |                 |                |                           |           |
| Hậu Thạnh Đông   | Huyện Tân Thạnh   |                 |                |                           |           |
| Hậu Thạnh Tây    | Huyện Tân Thạnh   |                 |                |                           |           |
| Hiệp Hòa         | Huyện Đức Hòa     |                 |                |                           |           |
| Hiệp Thạnh       | Huyện Châu Thành  |                 |                |                           |           |
| Hòa Khánh Đông   | Huyện Đức Hòa     |                 |                |                           |           |
| Hòa Khánh Nam    | Huyện Đức Hòa     |                 |                |                           |           |
| Hòa Khánh Tây    | Huyện Đức Hòa     |                 |                |                           |           |
| Hòa Phú          | Huyện Châu Thành  |                 |                |                           |           |
| Hưng Điền        | Huyện Tân Hưng    |                 |                |                           |           |
| Hưng Điền A      | Huyện Vĩnh Hưng   |                 |                |                           |           |
| Hưng Điền B      | Huyện Tân Hưng    |                 |                |                           |           |
| Hưng Hà          | Huyện Tân Hưng    |                 |                |                           |           |
| Hưng Thạnh       | Huyện Tân Hưng    |                 |                |                           |           |
| Hướng Thọ Phú    | Thành phố Tân An  | 8,71            |                |                           |           |
| Hựu Thạnh        | Huyện Đức Hòa     |                 |                |                           |           |
| Khánh Hưng       | Huyện Vĩnh Hưng   |                 |                |                           |           |
| Kiến Bình        | Huyện Tân Thạnh   |                 |                |                           |           |
| Lạc Tấn          | Huyện Tân Trụ     |                 |                |                           |           |
| Long An          | Huyện Cần Giuộc   |                 |                |                           |           |
| Long Cang        | Huyện Cần Đước    |                 |                |                           |           |
| Long Định        | Huyện Cần Đước    |                 |                |                           |           |
| Long Hậu         | Huyện Cần Giuộc   |                 |                |                           |           |
| Long Hiệp        | Huyện Bến Lức     |                 |                |                           |           |
| Long Hòa         | Huyện Cần Đước    |                 |                |                           |           |
| Long Hựu Đông    | Huyện Cần Đước    |                 |                |                           |           |
| Long Hựu Tây     | Huyện Cần Đước    |                 |                |                           |           |
| Long Khê         | Huyện Cần Đước    |                 |                |                           |           |
| Long Phụng       | Huyện Cần Giuộc   |                 |                |                           |           |
| Long Sơn         | Huyện Cần Đước    |                 |                |                           |           |
| Long Thạnh       | Huyện Thủ Thừa    |                 |                |                           |           |
| Long Thuận       | Huyện Thủ Thừa    |                 |                |                           |           |
| Long Thượng      | Huyện Cần Giuộc   |                 |                |                           |           |
| Long Trạch       | Huyện Cần Đước    |                 |                |                           |           |
| Long Trì         | Huyện Châu Thành  |                 |                |                           |           |
| Lộc Giang        | Huyện Đức Hòa     |                 |                |                           |           |
| Lợi Bình Nhơn    | Thành phố Tân An  | 11,91           |                |                           |           |
| Lương Bình       | Huyện Bến Lức     |                 |                |                           |           |
| Lương Hòa        | Huyện Bến Lức     |                 |                |                           |           |
| Mỹ An            | Huyện Thủ Thừa    |                 |                |                           |           |
| Mỹ Bình          | Huyện Đức Huệ     |                 |                |                           |           |
| Mỹ Hạnh Bắc      | Huyện Đức Hòa     |                 |                |                           |           |
| Mỹ Hạnh Nam      | Huyện Đức Hòa     |                 |                |                           |           |
| Mỹ Lạc           | Huyện Thủ Thừa    |                 |                |                           |           |
| Mỹ Lệ            | Huyện Cần Đước    |                 |                |                           |           |
| Mỹ Lộc           | Huyện Cần Giuộc   |                 |                |                           |           |
| Mỹ Phú           | Huyện Thủ Thừa    |                 |                |                           |           |
| Mỹ Quý Đông      | Huyện Đức Huệ     |                 |                |                           |           |
| Mỹ Quý Tây       | Huyện Đức Huệ     |                 |                |                           |           |
| Mỹ Thạnh         | Huyện Thủ Thừa    |                 |                |                           |           |
| Mỹ Thạnh Bắc     | Huyện Đức Huệ     |                 |                |                           |           |
| Mỹ Thạnh Đông    | Huyện Đức Huệ     |                 |                |                           |           |
| Mỹ Thạnh Tây     | Huyện Đức Huệ     |                 |                |                           |           |
| Mỹ Yên           | Huyện Bến Lức     |                 |                |                           |           |
| Nhị Thành        | Huyện Thủ Thừa    |                 |                |                           |           |
| Nhơn Hòa         | Huyện Tân Thạnh   |                 |                |                           |           |
| Nhơn Hòa Lập     | Huyện Tân Thạnh   |                 |                |                           |           |
| Nhơn Ninh        | Huyện Tân Thạnh   |                 |                |                           |           |
| Nhơn Thạnh Trung | Thành phố Tân An  | 8,74            |                |                           |           |
| Nhựt Chánh       | Huyện Bến Lức     |                 |                |                           |           |
| Nhựt Ninh        | Huyện Tân Trụ     |                 |                |                           |           |
| Phú Ngãi Trị     | Huyện Châu Thành  |                 |                |                           |           |
| Phước Đông       | Huyện Cần Đước    |                 |                |                           |           |
| Phước Hậu        | Huyện Cần Giuộc   |                 |                |                           |           |
| Phước Lại        | Huyện Cần Giuộc   |                 |                |                           |           |
| Phước Lâm        | Huyện Cần Giuộc   |                 |                |                           |           |
| Phước Lợi        | Huyện Bến Lức     |                 |                |                           |           |
| Phước Lý         | Huyện Cần Giuộc   |                 |                |                           |           |
| Phước Tân Hưng   | Huyện Châu Thành  |                 |                |                           |           |
| Phước Tuy        | Huyện Cần Đước    |                 |                |                           |           |
| Phước Vân        | Huyện Cần Đước    |                 |                |                           |           |
| Phước Vĩnh Đông  | Huyện Cần Giuộc   |                 |                |                           |           |
| Phước Vĩnh Tây   | Huyện Cần Giuộc   |                 |                |                           |           |
| Quê Mỹ Thạnh     | Huyện Tân Trụ     |                 |                |                           |           |
| Tân Ân           | Huyện Cần Đước    |                 |                |                           |           |
| Tân Bình         | Huyện Tân Thạnh   |                 |                |                           |           |
| Tân Bình         | Huyện Tân Trụ     |                 |                |                           |           |
| Tân Bửu          | Huyện Bến Lức     |                 |                |                           |           |
| Tân Chánh        | Huyện Cần Đước    |                 |                |                           |           |
| Tân Đông         | Huyện Thạnh Hóa   |                 |                |                           |           |
| Tân Hiệp         | Huyện Thạnh Hóa   |                 |                |                           |           |
| Tân Hòa          | Huyện Tân Thạnh   |                 |                |                           |           |
| Tân Lân          | Huyện Cần Đước    |                 |                |                           |           |
| Tân Lập          | Huyện Mộc Hóa     |                 |                |                           |           |
| Tân Lập          | Huyện Tân Thạnh   |                 |                |                           |           |
| Tân Long         | Huyện Thủ Thừa    |                 |                |                           |           |
| Tân Mỹ           | Huyện Đức Hòa     |                 |                |                           |           |
| Tân Ninh         | Huyện Tân Thạnh   |                 |                |                           |           |
| Tân Phú          | Huyện Đức Hòa     |                 |                |                           |           |
| Tân Phước Tây    | Huyện Tân Trụ     |                 |                |                           |           |
| Tân Tập          | Huyện Cần Giuộc   |                 |                |                           |           |
| Tân Tây          | Huyện Thạnh Hóa   |                 |                |                           |           |
| Tân Thành        | Huyện Mộc Hóa     |                 |                |                           |           |
| Tân Thành        | Huyện Tân Thạnh   |                 |                |                           |           |
| Tân Thành        | Huyện Thủ Thừa    |                 |                |                           |           |
| Tân Trạch        | Huyện Cần Đước    |                 |                |                           |           |
| Thái Bình Trung  | Huyện Vĩnh Hưng   |                 |                |                           |           |
| Thái Trị         | Huyện Vĩnh Hưng   |                 |                |                           |           |
| Thạnh An         | Huyện Thạnh Hóa   |                 |                |                           |           |
| Thạnh Đức        | Huyện Bến Lức     |                 |                |                           |           |
| Thạnh Hòa        | Huyện Bến Lức     |                 |                |                           |           |
| Thạnh Hưng       | Huyện Tân Hưng    |                 |                |                           |           |
| Thạnh Hưng       | Thị xã Kiến Tường | 65,3            |                |                           |           |
| Thạnh Lợi        | Huyện Bến Lức     |                 |                |                           |           |
| Thanh Phú        | Huyện Bến Lức     |                 |                |                           |           |
| Thạnh Phú        | Huyện Thạnh Hóa   |                 |                |                           |           |
| Thanh Phú Long   | Huyện Châu Thành  |                 |                |                           |           |
| Thạnh Phước      | Huyện Thạnh Hóa   |                 |                |                           |           |
| Thạnh Trị        | Thị xã Kiến Tường | 32,45           |                |                           |           |
| Thanh Vĩnh Đông  | Huyện Châu Thành  |                 |                |                           |           |
| Thuận Bình       | Huyện Thạnh Hóa   |                 |                |                           |           |
| Thuận Mỹ         | Huyện Châu Thành  |                 |                |                           |           |
| Thuận Nghĩa Hòa  | Huyện Thạnh Hóa   |                 |                |                           |           |
| Thuận Thành      | Huyện Cần Giuộc   |                 |                |                           |           |
| Thủy Đông        | Huyện Thạnh Hóa   |                 |                |                           |           |
| Thủy Tây         | Huyện Thạnh Hóa   |                 |                |                           |           |
| Tuyên Bình       | Huyện Vĩnh Hưng   |                 |                |                           |           |
| Tuyên Bình Tây   | Huyện Vĩnh Hưng   |                 |                |                           |           |
| Tuyên Thạnh      | Thị xã Kiến Tường | 42,46           |                |                           |           |
| Vĩnh Bình        | Huyện Vĩnh Hưng   |                 |                |                           |           |
| Vĩnh Bửu         | Huyện Tân Hưng    |                 |                |                           |           |
| Vĩnh Châu A      | Huyện Tân Hưng    |                 |                |                           |           |
| Vĩnh Châu B      | Huyện Tân Hưng    |                 |                |                           |           |
| Vĩnh Công        | Huyện Châu Thành  |                 |                |                           |           |
| Vĩnh Đại         | Huyện Tân Hưng    |                 |                |                           |           |
| Vĩnh Lợi         | Huyện Tân Hưng    |                 |                |                           |           |
| Vĩnh Thạnh       | Huyện Tân Hưng    |                 |                |                           |           |
| Vĩnh Thuận       | Huyện Vĩnh Hưng   |                 |                |                           |           |
| Vĩnh Trị         | Huyện Vĩnh Hưng   |                 |                |                           |           |